# Jesús Alvarado
Jesús C. Alvarado (El Paso, 9 aprile 1951 – 11 maggio 2020) è stato un cestista statunitense con cittadinanza messicana.

## Carriera
Con il Messico ha disputato i Campionati mondiali del 1974.